# Žaliųjų ežerų apylinkės
Žaliųjų ežerų apylinkės este o arie protejată (arie specială de conservare — SAC, sit de importanță comunitară — SCI) din Lituania întinsă pe o suprafață de 144 ha, integral pe uscat.

## Localizare
Centrul sitului Žaliųjų ežerų apylinkės este situat la coordonatele 54°47′24″N 25°19′30″E / 54.79°N 25.325°E.

## Înființare
Situl Žaliųjų ežerų apylinkės a fost declarat sit de importanță comunitară în martie 2004 pentru a proteja 1 specie de plante. Situl a fost protejat și ca arie specială de conservare în martie 2019.

## Biodiversitate
Situată în ecoregiunea boreală, aria protejată conține 9 habitate naturale: Ape puternic oligomezotrofe cu vegetație bentonică cu Chara spp., Lacuri eutrofice naturale cu vegetație de tip Magnopotamion sau Hydrocharition, Pajiști fino-scandinave uscate până la mezice, bogate în specii de altitudine mică, Taiga vestică, Păduri caducifoliate bătrâne naturale hemiboreale fino-scandinave (Quercus, Tilia, Acer, Fraxinus sau Ulmus) bogate în specii epifite, Păduri fino-scandinave bogate în ierburi cu Picea abies, Păduri de conifere pe eskere fluvioglaciare sau legate la acestea, Păduri caducifoliate de mlaștină fino-scandinave, Păduri pe pante, grohotișuri și ravene de Tilio-Acerion.
La baza desemnării sitului se află o specie protejată de  plante: papucul doamnei (Cypripedium calceolus).
Pe lângă speciile protejate, pe teritoriul sitului au mai fost identificate 3 specii de plante, 7 specii de mamifere, 1 specie de nevertebrate, 4 specii de pești.